# Antonio Superchi
Antonio Superchi (Parma, 11 de gener de 1816 - Parma, 5 de juliol de 1893) va ser un baríton italià que va tenir una carrera internacional entre 1838 i 1858. Es va presentar en la majoria dels principals teatres d'òpera a Itàlia i Espanya, i al Her Majesty's Theatre de Londres.